# Campeonato da Europa de Atletismo de 2022 - Lançamento de disco masculino
A prova do lançamento de disco masculino do Campeonato da Europa de Atletismo de 2022 foi disputada entre os dias  17 a 19 de agosto de 2022, no Estádio Olímpico de Munique, em Munique na Alemanha.

## Recordes
Antes desta competição, os recordes mundiais e do campeonato nesta prova eram os seguintes:
|                       | Nome              | Nacionalidade     | Distância | Local          | Data                |
| --------------------- | ----------------- | ----------------- | --------- | -------------- | ------------------- |
| Recorde mundial       | Jürgen Schult     | Alemanha Oriental | 74m 08cm  | Neubrandenburg | 6 de junho de 1986  |
| Recorde europeu       | Jürgen Schult     | Alemanha Oriental | 74m 08cm  | Neubrandenburg | 6 de junho de 1986  |
| Recorde do campeonato | Piotr Małachowski | Polónia           | 68m 87cm  | Barcelona      | 1 de agosto de 2010 |

Os seguintes recordes foram estabelecidos durante esta competição: 
| Data         | Evento       | Atleta         | Nacionalidade | Distância | Notas                 |
| ------------ | ------------ | -------------- | ------------- | --------- | --------------------- |
| 17 de agosto | Qualificação | Kristjan Čeh   | Eslovênia     | 69ms 06cm | Recorde do campeonato |
| 18 de agosto | Final        | Mykolas Alekna | Lituânia      | 69ms 78cm | Recorde do campeonato |

## Medalhistas
| Ouro                 | Prata              | Bronze               |
| Mykolas Alekna (LTU) | Kristjan Čeh (SLO) | Lawrence Okoye (GBR) |

## Cronograma
Todos os horários são locais (UTC+2).
| Data         | Hora         | Evento       |
| ------------ | ------------ | ------------ |
| 19 de agosto | 12:20, 13:35 | Qualificação |
| 21 de agosto | 20:20        | Final        |

## Resultados

### Qualificação
Qualificação: Desempenho de 66.00 m (Q) ou os 12 melhores qualificados (q). 
| Posição | Grupo | Atleta                | Nacionalidade | #1    | #2    | #3    | Resultados | Notas |
| ------- | ----- | --------------------- | ------------- | ----- | ----- | ----- | ---------- | ----- |
| 1       | A     | Kristjan Čeh          | Eslovênia     | 69.06 |       |       | 69.06      | Q,    |
| 2       | B     | Andrius Gudžius       | Lituânia      | 66.70 |       |       | 66.70      | Q     |
| 3       | B     | Daniel Ståhl          | Suécia        | 66.39 |       |       | 66.39      | Q     |
| 4       | A     | Mykolas Alekna        | Lituânia      | 63.91 | 61.82 | 65.48 | 65.48      | q     |
| 5       | B     | Lukas Weißhaidinger   | Áustria       | 62.27 | 65.48 | x     | 65.48      | q     |
| 6       | B     | Alin Firfirică        | Roménia       | 64.17 | x     | 60.35 | 64.17      | q     |
| 7       | B     | Henrik Janssen        | Alemanha      | 58.56 | 62.60 | x     | 62.60      | q     |
| 8       | B     | Lawrence Okoye        | Reino Unido   | 60.22 | 62.56 | x     | 62.56      | q     |
| 9       | B     | Oskar Stachnik        | Polónia       | 62.52 | 60.62 | x     | 62.52      | q     |
| 10      | A     | Simon Pettersson      | Suécia        | x     | 62.39 | x     | 62.39      | q     |
| 11      | B     | Apostolos Parellis    | Chipre        | 60.34 | 61.95 | 60.56 | 61.95      | q     |
| 12      | B     | Guðni Valur Guðnason  | Islândia      | 61.10 | 61.80 | 61.12 | 61.80      | q     |
| 13      | A     | Róbert Szikszai       | Hungria       | 61.29 | 61.32 | x     | 61.32      |       |
| 14      | A     | Nicholas Percy        | Grã-Bretanha  | 60.97 | 60.26 | 61.26 | 61.26      |       |
| 15      | A     | Philip Milanov        | Bélgica       |       | 60.43 | 61.04 | 61.04      |       |
| 16      | A     | Ola Stunes Isene      | Noruega       | x     | x     | 60.55 | 60.55      |       |
| 17      | A     | Robert Urbanek        | Polónia       |       | 60.17 | 60.47 | 60.47      |       |
| 18      | A     | Martin Marković       | Croácia       | 60.30 | 57.46 | 59.04 | 60.30      |       |
| 19      | B     | Ruben Rolvink         | Países Baixos | 56.33 | x     | 60.12 | 60.12      |       |
| 20      | B     | János Huszák          | Hungria       | 59.18 | 59.99 | x     | 59.99      |       |
| 21      | A     | Danijel Furtula       | Montenegro    | x     | x     | 59.10 | 59.10      |       |
| 22      | B     | Marek Bárta           | Chéquia       | 53.77 | 58.37 | 58.10 | 58.37      |       |
| 23      | A     | Mykyta Nesterenko     | Ucrânia       | 57.59 | x     | x     | 57.59      |       |
| 24      | A     | Torben Brandt         | Alemanha      | 56.33 | x     | x     | 56.33      |       |
| 25      | B     | Sven Martin Skagestad | Noruega       | x     | x     | x     | NM         |       |
| 26      | A     | Martin Wierig         | Alemanha      | DNS   | DNS   | DNS   | DNS        | DNS   |

### Final
A final ocorreu no dia 19 de agosto às 20:20.
| Posição           | Atleta               | Nacionalidade | #1    | #2    | #3    | #4    | #5    | #6    | Resultados | Notas                 |
| ----------------- | -------------------- | ------------- | ----- | ----- | ----- | ----- | ----- | ----- | ---------- | --------------------- |
| Medalha de ouro   | Mykolas Alekna       | Lituânia      | 66.67 | 67.26 | 66.82 | x     | 69.78 | 66.18 | 69.78      | Recorde do campeonato |
| Medalha de prata  | Kristjan Čeh         | Eslovênia     | x     | 67.62 | 67.81 | 67.64 | 68.28 | x     | 68.28      |                       |
| Medalha de bronze | Lawrence Okoye       | Reino Unido   | 67.14 | 65.84 | 64.11 | x     | 60.51 | 64.71 | 67.14      | Recorde da temporada  |
| 4                 | Simon Pettersson     | Suécia        | 67.12 | x     | x     | x     | 63.82 | x     | 67.12      |                       |
| 5                 | Daniel Ståhl         | Suécia        | 66.39 | 65.80 | 64.76 | 63.42 | 65.94 | 66.00 | 66.39      |                       |
| 6                 | Andrius Gudžius      | Lituânia      |       | 65.17 | x     | x     | 63.31 | 65.40 | 65.40      |                       |
| 7                 | Alin Firfirică       | Roménia       | 64.35 | x     | 64.32 | 62.69 | 63.01 | 62.83 | 64.35      |                       |
| 8                 | Apostolos Parellis   | Chipre        | 63.32 | 62.23 | 62.13 | 62.39 | 60.70 | 59.36 | 63.32      |                       |
| 9                 | Lukas Weißhaidinger  | Áustria       | x     | x     | 63.02 |       |       |       | 63.02      |                       |
| 10                | Henrik Janssen       | Alemanha      | x     | 58.21 | 61.11 |       |       |       | 61.11      |                       |
| 11                | Guðni Valur Guðnason | Islândia      | x     | x     | 61.00 |       |       |       | 61.00      |                       |
| 12                | Oskar Stachnik       | Polónia       | x     | x     | 60.36 |       |       |       | 60.36      |                       |

Legenda
| Recorde mundial       | Recorde mundial (World record)               |                       | Recorde africano                      | Recorde africano (African) |                                           | Q | Classificado por posição (Qualified) |
| Recorde do campeonato | Recorde do campeonato (Championship record)  | Recorde da América    | Recorde da América (Americas)         | q                          | Classificado por melhor tempo (Qualified) |   |                                      |
| Melhor marca do ano   | Melhor marca do ano (World leading)          | Recorde asiático      | Recorde asiático (Asian)              | DNS                        | Não largou (Did not start)                |   |                                      |
| Recorde nacional      | Recorde nacional (National record)           | Recorde europeu       | Recorde europeu (European)            | DNF                        | Não terminou (Did not finish)             |   |                                      |
| Recorde pessoal       | Recorde pessoal do atleta (Personal best)    | Recorde da Oceania    | Recorde da Oceania (Oceania)          | DSQ / DQ                   | Desclassificado (Disqualified)            |   |                                      |
| Recorde da temporada  | Recorde da temporada do atleta (Season best) | Recorde sul-americano | Recorde sul-americano (South America) | NM                         | Sem marca (No mark)                       |   |                                      |